# Ivan Kušan
Ivan Kušan, né le  30 août 1933 à Sarajevo et mort le 20 novembre 2012 à Zagreb, est un écrivain croate.

## Biographie
À l'âge de 10 ans, Ivan Kušan découvre son talent d'écriture et écrit son premier roman.
Plus tard, Ivan Kušan découvre le goût pour les voyages et les arts visuels. En 1950, il travaille à Radio Zagreb. De 1980 à 1994 il enseigne la dramaturgie à l'Académie des Arts de l'université de Zagreb.
Ivan Kušan publie son premier livre en 1956. Sa spécialité est devenue le roman pour enfants, et certains d'entre eux, comme Lazes, Melita et Koko u Parizu, sont devenus très populaires. Dans des stades ultérieurs de sa carrière d'écrivain Kušan trouve le goût pour la fiction érotique. Il a également écrit un roman sur le célèbre hors-la-loi Jovo Čaruga Stanisavljevic, adapté plus tard, en 1991, en film.